# Corynofrea rubra
Corynofrea rubra är en skalbaggsart som först beskrevs av Jordan 1903.  Corynofrea rubra ingår i släktet Corynofrea och familjen långhorningar.
Artens utbredningsområde är Nigeria. Inga underarter finns listade i Catalogue of Life.